# Septênviro
Na Roma Antiga, um septênviro era um entre sete homens nomeados para executar uma comissão. O termo latino "septemviri" era utilizado para fazer referência ao grupo como um todo, os "septênviros". Comissões de sete homens eram nomeadas para servir a propósitos seculares e religiosos na época. Um dos mais importantes colégios em Roma era o dos septênviros epulões, formado pelos sacerdotes responsáveis pela preparação das festas e banquetes em homenagem aos deuses.